# Patricia Ricard
Pour les articles homonymes, voir Ricard (homonymie).
Patricia Giron Ricard, née à Madrid le 23 février 1963, est présidente de l’Institut océanographique Paul Ricard, situé sur l’île des Embiez (Var). Cette association loi de 1901, fondée en 1966 par son grand-père, l'industriel Paul Ricard, a pour vocation de connaître, faire connaître et protéger la mer.

## Parcours professionnel
Patricia Ricard s'engage dans la défense de l’environnement en 1991, avec les Mardis de l’environnement à Paris.
Elle commence sa carrière dans le domaine de la communication et de l’information environnementale en animant des chroniques pour différents médias. De 1995 à 2000, elle lance puis anime le magazine Vert de Terre sur la chaîne MCM et présente une émission hebdomadaire (52 minutes) sur les thèmes de la nature et de l’environnement pour la chaîne Planète Forum sur Canal +.
De 2007 à 2008, elle intervient sur Radio France internationale dans l’émission C’est pas du vent. De 2007 à 2009, elle anime la rubrique hebdomadaire « Environnement » sur la Radio de la mer.
En 2005, Patricia Ricard devient Présidente de l’Institut océanographique Paul-Ricard. Déjà administratrice de cet établissement depuis 1986, elle s’attache à développer à la fois la recherche scientifique dans les domaines de la biodiversité, de l’aquaculture et de la restauration écologique, des actions d’information et de sensibilisation auprès du public ainsi que des actions de plaidoyer en faveur des océans pendant les COP.
De 2010 à 2015, Patricia Ricard siège au Conseil économique, social et environnemental (CESE), au titre de la protection de la nature et de l’environnement. En 2015, elle y présente un rapport voté à l’unanimité intitulé Le biomimétisme : s'inspirer de la nature pour innover durablement.
Depuis 2022, l'Institut océanographique Paul-Ricard est membre de l'Union internationale pour la conservation de la nature (UICN), qui a récemment nommé Patricia Ricard "Patron of Nature."

## Distinctions de Patricia Ricard
- Chevalière de la Légion d'honneur (2013)[13]
- Chevalier de l'ordre du Mérite maritime (2010)[13]
- Chevalière de l'ordre national du Mérite (2007), au titre de l’Environnement[13]